# Максбас (Северна Дакота)
Максбас (енгл. Maxbass) град је у америчкој савезној држави Северна Дакота.

## Демографија
По попису из 2010. године број становника је 84, што је 7 (-7,7%) становника мање него 2000. године.
| Група             | 2000.      | 2010.      |
| Белци             | 88 (96,7%) | 75 (89,3%) |
| Афроамериканци    | 0 (0,0%)   | 0 (0,0%)   |
| Азијати           | 0 (0,0%)   | 0 (0,0%)   |
| Хиспаноамериканци | 0 (0,0%)   | 1 (1,2%)   |
| Укупно            | 91         | 84         |